# Johann Witte (Archivar)
Johann Witte (* 1614 in Riga; † 27. August 1657 ebenda) war ein deutsch-baltischer Historiker und Archivar.

## Leben
Johann Witte war Sohn des angesehenen Kaufmanns und Ältesten der Großen Gilde in Riga Johann Witte, der Dithmarscher. Johann Witte der Jüngere war sieben Jahre lang als Gesandter der Hansestadt Riga am königlich schwedischen Hof in Stockholm tätig. In Riga trat er als Lokalhistoriker und erster Stadtarchivar hervor. Er übersetzte die Stadtchronik des rigischen Ratsschreibers Hermann Helewegh aus der Zeit 1454 bis 1489 aus der Niederdeutschen Sprache in das Hochdeutsche und ergänzte sie um die Vorzeit. Johann Witte ist zugleich der Verfasser der ersten Rigischen Ratslinie. Als Stadtarchivar legte er Sammlung von Materialien zur Geschichte Rigas in der dortigen Stadtbibliothek an, die auch Quellen dokumentierte, die durch den Brand der Oberkanzlei der Stadt von 1674 vernichtet wurden. Er verstarb als Oberbau- und Waisenherr in Riga.
Der Literaturhistoriker Henning Witte war sein jüngerer Bruder.